# Hajdarabad (Pakistan)
Hajdarabad (urdu حیدرآب, ang. Hyderabad) – miasto w południowym Pakistanie, w prowincji Sindh, nad dolnym biegiem Indusu.

## Gospodarka
W mieście znajdują się zakłady tekstylne, cementownie, przemysł kosmetyczny. W okolicy miasta uprawia się ryż, pszenicę, bawełnę i owoce.